# Tanytarsus latiforceps
Tanytarsus latiforceps is een muggensoort uit de familie van de dansmuggen (Chironomidae). De wetenschappelijke naam van de soort is voor het eerst geldig gepubliceerd in 1941 door Edwards.